# MIT OpenCourseWare
MIT OpenCourseWare is een initiatief van het Massachusetts Institute of Technology (MIT) dat beoogt al het educatieve materiaal van de bachelor- en masteropleidingen van deze Amerikaanse technische universiteit online te zetten, gedeeltelijk gratis en vrij toegankelijk voor iedereen en overal.
In september 2002 werd als proef een website met 32 cursussen geopend. Het project maakt gebruik van de niet-vrije Creative Commons-licentie "Attribution-NonCommercial-ShareAlike 3.0 United States" en werd aanvankelijk gesponsord door de William and Flora Hewlett Foundation, de Andrew W. Mellon Foundation en MIT. Het initiatief moedigde verschillende andere instituten ertoe aan hun cursusmateriaal eveneens publiekelijk beschikbaar te stellen.
In december 2015 waren er ruim 2300 cursussen online beschikbaar. In het merendeel van deze cursussen worden ook huiswerkopgaven behandeld en examens (vaak met antwoorden) aangeboden. Sommige cursussen bevatten interactieve webdemonstraties in Java, complete studieboeken geschreven door MIT-hoogleraren en gestreamde videocolleges.
De video's zijn beschikbaar als stream maar kunnen ook worden gedownload voor offlinegebruik. Veel video- en audiobestanden zijn ook beschikbaar op iTunes en in het Internet Archive.